# Qianzhen
Qianzhen (chinesisch 前鎮區, Pinyin Qiánzhèn qū, taiwanisch: Tsiân-tìn-khu) ist ein Bezirk der regierungsunmittelbaren Stadt Kaohsiung in der Republik China (Taiwan). Die Stadt selbst verwendet die Umschrift Cianjhen (Tongyong Pinyin).

## Lage und Beschreibung

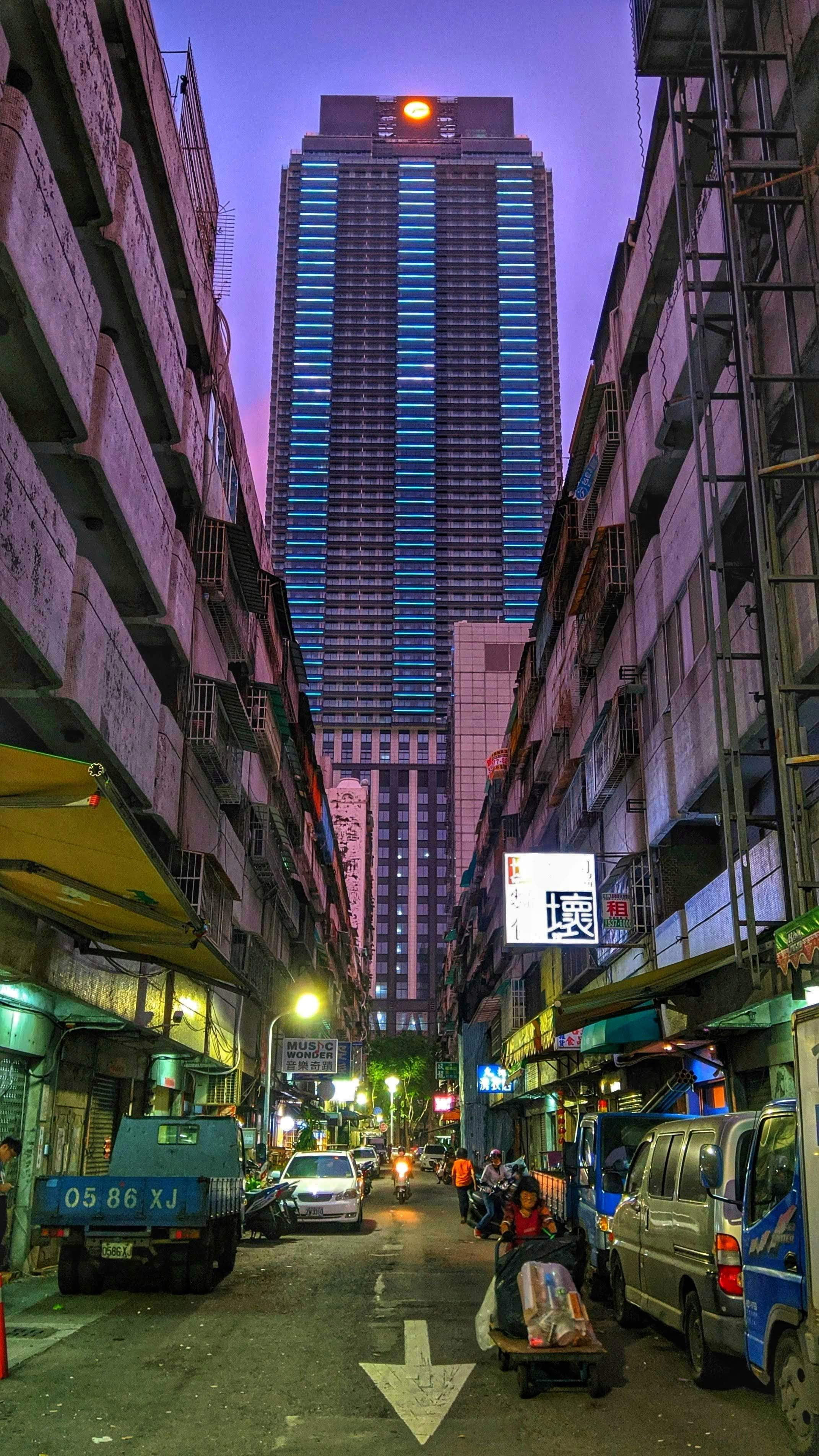
Der Farglory-THE-ONE-Wolkenkratzer

Der urbane und kommerziell geprägte Bezirk Qianzhen liegt im Süden Kaohsiungs und ist Teil der Kernstadt. Seine Nachbarbezirke sind Lingya im Norden, Fengshan im Osten und Xiaogang im Süden. Im Westen grenzt Qianzhen an den Hafen Kaohsiung, auf dessen anderer Seite die Insel Qijin liegt. In Qianzhen mündet der Fengshan-Fluss, der hier Qianzhen-Fluss heißt, in den Hafen.
Qianzhen ist in 59 Viertel (里 lĭ) unterteilt. Mit 178.747 Einwohnern lag es im August 2024 auf Rang 5 unter den 38 Bezirken Kaohsiungs. Um das Jahr 2000 lag die Bevölkerungszahl noch bei etwa 200.000 Menschen, seitdem sind die Zahlen kontinuierlich rückläufig.
Das Straßenbild des Bezirks ist durch zahlreiche Hochhäuser gekennzeichnet. Der in der Singuang Road gelegene Wolkenkratzer Farglory THE ONE, der ein Hotel, Büros und Apartments beherbergt, war im Jahr 2024 mit 268,6 m das zweithöchste Gebäude Kaohsiungs (nach dem 85 Sky Tower im benachbarten Lingya) und das fünfthöchste Taiwans.
In Qianzhen haben einige staatliche Einrichtungen mit Meeresbezug ihren Sitz, wie z. B. das Fischereibüro des taiwanischen Landwirtschaftsministeriums, die Nationale Akademie für Meeresforschung und der Rat für Ozeanangelegenheiten.

## Geschichte
Die ursprünglich auf dem Gebiet von Qianzhen lebenden Ureinwohner vom Volk der Makatao wurden ab dem 17. Jahrhundert von chinesischen Siedlern verdrängt. Der Ortsname kann als „Vorhut“ oder „vorderer Posten“ übersetzt werden und bezog sich einer gängigen Deutung nach auf einen Teil der Armee Zheng Chenggongs, des Eroberers von Fort Zeelandia.
In der Vergangenheit war neben der Landwirtschaft vor allem die Fischerei für Qianzheng von Bedeutung. Der traditionelle Hafen, der stetig wuchs und 1967 modernisiert wurde, ist heute ein Hafen für Hochseefischerei.
Zwischen dem 31. Juli und 1. August 2014 ereignete sich in Qianzhen und seinem Nachbarbezirk Lingya eine Reihe schwerer Gasexplosionen, der 32 Menschen zum Opfer fielen.

## Verkehr und Wirtschaft

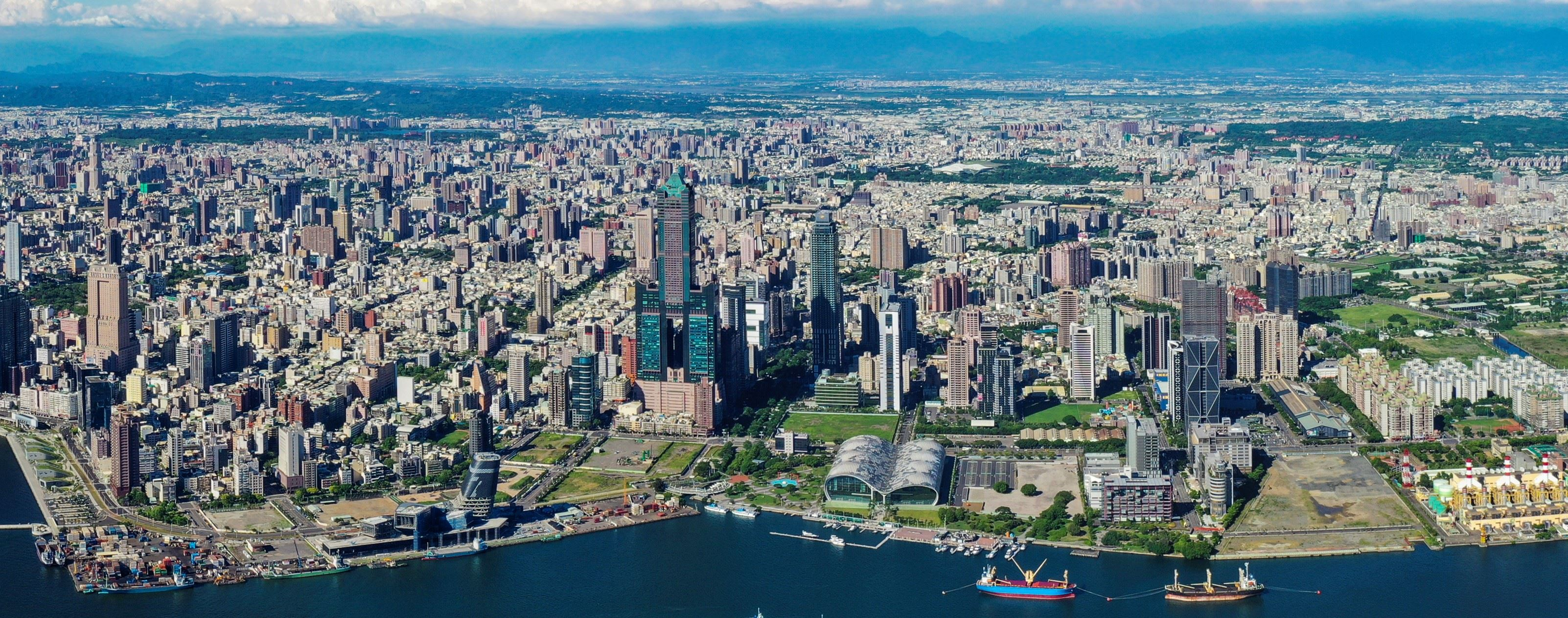
Kaohsiung, im Vordergrund die Asia New Bay Area

Qianzhen ist durch die Rote Linie der Kaohsiunger U-Bahn KMRT, die Straßenbahn KLRT (Taiwans erste Straßenbahn) und Buslinien an den Stadtverkehr angeschlossen. Qianzhen wird am östlichen Rand kurz von der Autobahn Nationalstraße 1 berührt und von der Provinzstraße 17 durchquert.
Zwischen Qianzhen und der ihm gegenüber auf der anderen Seite des Hafens liegenden Insel Qijin verkehrt eine Fähre. Beide Orte sind außerdem durch den „Tunnel unter dem Hafen“ (高雄港過港隧道 Gaoxiong Gang Guogang Suidao) miteinander verbunden, Taiwans einzigen Unterseetunnel.
Qianzhen ist aufgrund seiner zentralen Lage und seiner Nähe zum Hafen ein bedeutendes kommerzielles Zentrum, in dem zahlreiche große Firmen wie z. B. China Steel ihren Sitz haben. Es gibt eine Vielzahl von Einkaufsmöglichkeiten, darunter Kaufhäuser und Einkaufszentrum wie Shin Kong Mitsukoshi, Pacific SOGO, Far Eastern, die Dream Mall, IKEA und Costco.

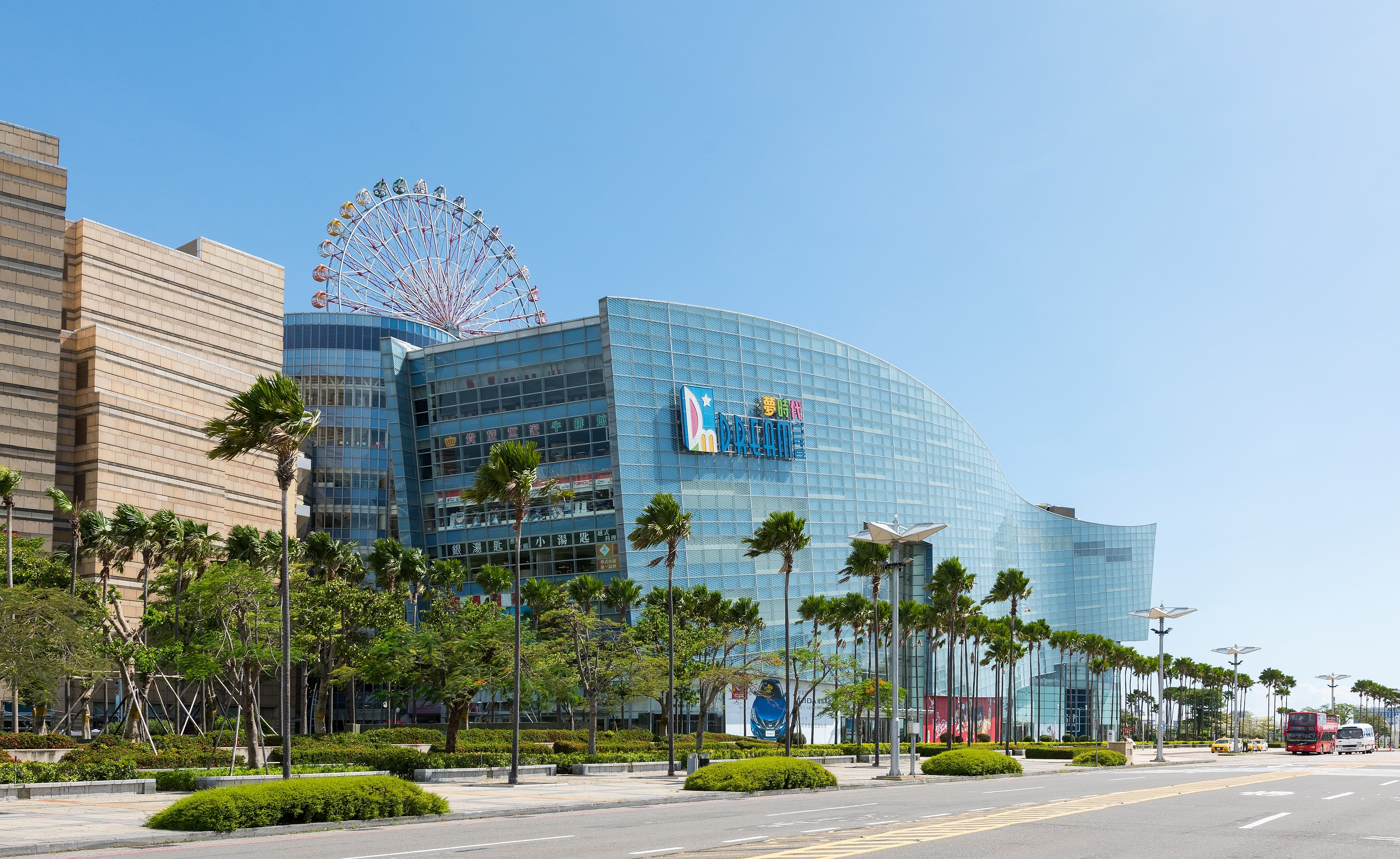
Die Dream Mall

Von Qianzhens Fischereihafen aus wird Hochseefischerei betrieben. Die früher umfangreiche Fischindustrie hat in neuerer Zeit an Bedeutung eingebüßt. Bis heute erfolgreich ist die Firma Zhenfang-Karasumi (珍芳烏魚子), die Karasumi (Meeräschenrogen) produziert und vertreibt und deren Fabrik man besichtigen kann. Unweit vom Hafen liegt der Fischmarkt des Bezirks.
Entlang des Hafens erstreckt sich über Qianzhen und seine Nachbarbezirke die Asia New Bay Area (亞州新彎區 Yàzhōu Xīnwān Qū), ein modernes Industrie-, Messe-, Kultur- und Freizeitgelände, wo sich u. a. die 2014 eröffnete Messehalle Kaohsiung befindet.
In Qianzhen liegt das Kraftwerk Nanpu, eines der größten Gaskraftwerke Taiwans.

## Kultur und Sehenswürdigkeiten

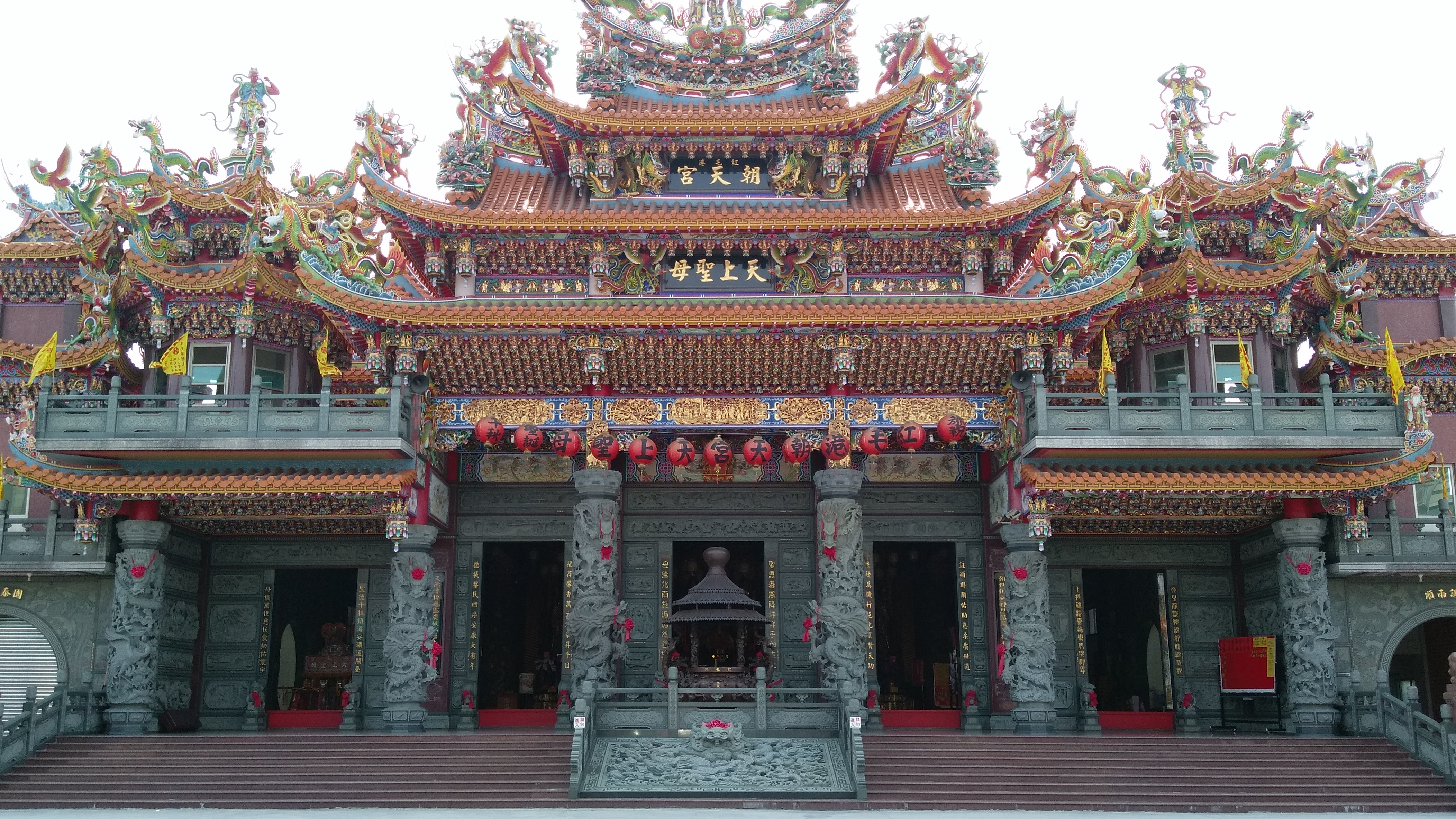
Der Hongmaogang Chaotian Gong

Die Dream Mall (夢時代 Mèng Shídài) ist eines der größten Einkaufszentren Taiwans. Das „Auge von Kaohsiung“ (高雄之眼 Gaoxiong zhi yan) genannte Riesenrad auf seinem Dach ist ein Wahrzeichen des Bezirks.
Die beiden nebeneinanderliegenden Nachtmärkte Jin-Zuan (金鑽夜市 Jīnzuān Yèshì) und Kaisyuan (凱旋夜市 Kǎixuán Yèshì) gelten als das größte Nachtmarktareal Taiwans.
In Qianzhen befinden sich eine Vielzahl daoistischer und buddhistischer Tempel sowie einige christliche Gemeinden. Der 1682 errichtete Qianzhen Zhennan Gong (前鎮鎮南宮) mit der Hauptgottheit Mazu ist einer der ältesten Tempel Kaohsiungs. Über den Bezirk hinaus bekannt ist der Hongmaogang Chaotian Gong (紅毛港朝天宮), der sich ursprünglich im Fischerdorf Hongmaogang des Nachbarbezirks Xiaogang befand, einer Hafenbaumaßnahme weichen musste und an seinen jetzigen Ort versetzt wurde.
An die Geschichte Kaohsiungs erinnert das Museum für Fischereikultur (高雄市漁業文化館 Gaoxiongshi Yuye Wenhuaguan).